# Slag bij Flores (1591)
De Slag bij Flores was een zeeslag die plaatsvond op 31 augustus en 1 september 1591 ter hoogte van het eiland Flores in de Azoren. Het was een onderdeel van de Spaans-Engelse Oorlog (1585-1604).

## Achtergrond
Na het debacle van de Spaanse Armada en de Engelse Armada (1588-1589) was de Spaanse vloot sneller hersteld dan de Engelse. De Engelsen richtten zich nu voornamelijk op de kaapvaart. De bedoeling was de zilvervloot te onderscheppen ter hoogte van de Azoren. De Spanjaarden waren zich bewust van het gevaar en beschermden de zilverlading met een militair konvooi.

## Zeeslag
De schepen onder het bevel van Thomas Howard waren amper klaar om de strijd aan te gaan en slaagde er in om de slag te vermijden, de schepen onder leiding van Richard Grenville waren integendeel paraat en gingen de directe confrontatie aan. Gedurende de twaalf uur durende slag bracht hij verschillende Spaanse galjoenen zware schade toe. Bij het ochtendgloren werd zijn hoofdschip, de Revenge geramd, er ontstond een man-tot-man gevecht. Nadat Richard Grenville zwaar werd gewond, werd het vuren gestaakt.

## Vervolg
Richard Grenville werd aan boord gebracht van het Spaans hoofdschip, maar stierf twee dagen later. Op de terugweg naar Spanje kwam de vloot in een storm terecht, vijftien Spaanse galjoenen zonken samen met de Revenge.
Het jaar er op slaagde Walter Raleigh er wel in de zilvervloot te kapen, de verovering van de Madre de Deus.